# 昆格勒
13°59′0″N 14°48′0″W / 13.98333°N 14.80000°W
昆格勒（Koungheul）是西非國家塞內加爾的城鎮，由卡夫林區負責管轄，位於該國中部，海拔高度20米，主要經濟活動有農業、畜牧業、園藝和貿易，2007年人口約19,984。

## 友好城市
- 法國 丰特奈苏布瓦[1]